# 飛鷹航空

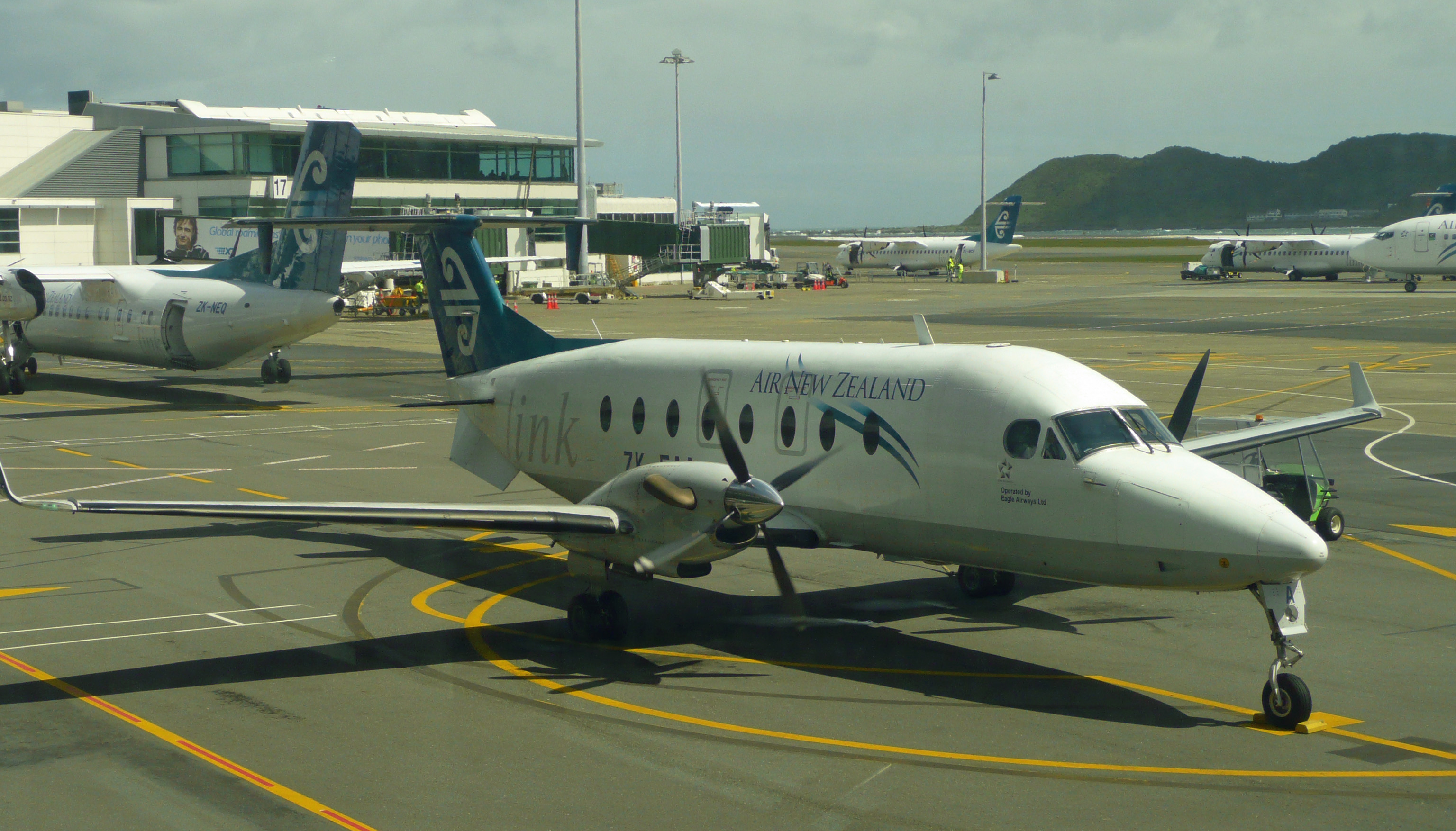
新西蘭支線航空的比奇1900D在威靈頓國際機場

飛鷹航空（英語：Eagle Airways）是新西蘭一家以哈密尔顿為基地的區域航空公司，新西蘭航空的全資子公司，以新西蘭支線航空的品牌營運。

## 歷史
飛鷹航空於1969年成立和營運，原本為一所飛行學校，於1973年開始商業營運，使用Beechcraft Baron營運，其航線主要是利用當時新西兰国家航空公司在北島沒有開辦的航線。1976年引入9座位的Piper Chieftain，1979年引入渦漿客機EMB-110及费尔柴尔德梅特罗。
1988年新西蘭航空購入了飛鷹航空50%股權，1991年與數家航空公司一起帶入新西蘭支線航空的品牌內。
在2001年展開了更新機隊行動，一口氣採購16架可載19人的比奇1900。最後一架接收的B1900（註冊號：ZK-EAP）是由雷神公司所生產，之然結束了該款飛機的生產線。在2006年，由於客運增長和航線發展，使飛鷹航空需要第17架飛機，該飛機於2007年接收，並開通了瓦纳卡航線。
2008年7月22日表收第18架B1900，擴充了航空公司的機隊，並開辦更多的航線，於2009年2月開通奧克蘭－馬斯特頓線，7月開通基督城－西港，並在年末引入第19架飛機。由於客量持續低企，新西蘭航空終止了飛鷹航空的擴張計劃。

## 機隊
飛鷹航空目前機隊如下：